# Стеффен, Энтони
Энтони Стеффен (также известен как Антонио Де Теффе) — бразильский актёр. За свою кинокарьеру Стеффен снялся в 66 фильмах, был сценаристом 3, ассистентом режиссёра 2 и продюсером одного фильма. Наиболее известен по своим главным ролям в вестернах (снялся в около 26 фильмах этого направления), а также в различного рода триллерах и джалло.

## Биография
Энтони Стеффен родился 21 июля 1929 года в Риме в семье выходцев из Южной Америки. Отец Стеффена был бразильским послом в Италии. Во время Второй Мировой войны Стеффен воевал против нацистов в партизанских войсках. Актёр умер от рака 4 июля 2004 года в Рио-де-Жанейро.

## Карьера в кино
Карьера Стеффена в кино началась в послевоенные годы и первоначально он работал курьером на одной из итальянских киностудий. В 1953 году под именем Антонио Де Теффе он выступает в качестве одного из операторов в фильме «Капитан Фантазм» режиссёра Примо Зеглио. Год спустя Стеффен под тем же именем работает на съёмках фильма «Сто лет любви», на этот раз уже в качестве ассистента режиссёра. Одним из первых его фильмов, где он был задействован в качестве актёра, стала драма 1955 года «Потерянный» режиссёра Франческо Мазелли. Одни из главных ролей в фильме исполнили Люсия Бозе и Жан-Пьер Моки. С того времени Стеффен становится востребованным актёром, исполняя роли в различного рода драмах и комедиях. В 1962 году Стеффен снимается в библейском эпическом фильме «Содом и Гоморра» режиссёра Роберта Олдрича.
В 1965 году Стеффен снимается в своём первом вестерне «Почему снова убиваешь?» режиссёра Хосе Антонио де ла Лома. Год спустя Стеффен вместе с Барбарой Стил играет в готическом хорроре Ангел для Сатаны режиссёра Камилло Мастручинце и возвращается к жанру лишь в 1971 году, сыграв роль Лорда Алана Каннингема в фильме режиссёра Эмилио Миральи «Ночью Эвелин вышла из могилы». В 1972 году следует фильм «Преступления чёрного кота» режиссёра Серджо Пасторе вместе с актёрами Силвой Кошчина и Джакомо Росси Стюартом. По некоторым сведениям персонаж слепого композитора Стива Оливера стал одной из самых любимых ролей Стеффена.
Одним из его последних фильмов стал фильм 1980 года «Побег из ада» режиссёра Эдоардо Мулагрии с участием Айиты Вилсон. Фильм претерпел несколько перемонтировок, в том числе с добавлением нескольких эпизодов с Линдой Блэр. В дальнейшем Стеффен переехал в Бразилию, где принял участие в нескольких фильмах. Затем вернулся обратно в Италию, где в 1989 году сыграл в своём последнем фильме — эротической мелодраме «Любовник».

## Фильмография
| Год  | Русское наименование                   | Оригинальное наименование                 | Кто                           |
| ---- | -------------------------------------- | ----------------------------------------- | ----------------------------- |
| 1953 | Капитан Фантазм                        | Capitan Fantasma                          | Оператор                      |
| 1954 | Сто лет любви                          | Cento anni d’amore                        | Ассистент режиссёра           |
| 1955 | Потерянный                             | Gli sbandati                              | Актёр (Карло)                 |
| 1956 | Беатриче Ченчи                         | Beatrice Cenci                            | Актёр (Джиакомо Ченчи)        |
| 1958 | Афродита — богиня любви                | Afrodite, dea dell’amore                  | Актёр (Деметрио)              |
| 1959 | Ребята и музыкальный автомат           | Ragazzi del Juke-Box                      | Актёр (Паоло Мацеллони)       |
| 1962 | Содом и Гоморра                        | Sodom and Gomorrah                        | Актёр (Капитан)               |
| 1965 | Почему снова убиваешь?                 | Perché uccidi ancora                      | Актёр (Стив МакДугал)         |
| 1966 | Тысяча долларов на чёрное              | Mille dollari sul nero                    | Актёр (Джонни Листон)         |
| 1966 | Ангел для Сатаны                       | Un angelo per Satana                      | Актёр (Роберто Мериги)        |
| 1967 | Ринго                                  | Los cuatro salvajes                       | Актёр (Ринго)                 |
| 1969 | Нет места для смерти                   | Una lunga fila di croci                   | Актёр (Джонни Брандон\Джанго) |
| 1969 | Ублюдок Джанго                         | Django il bastardo                        | Сценарист, актёр (Джанго)     |
| 1970 | Аризона Кольт возвращается             | Arizona si scatenò… e li fece fuori tutti | Актёр (Аризона Кольт)         |
| 1971 | Убей Джанго... Убей первым!!!          | Uccidi Django… uccidi per primo!!!        | Актёр                         |
| 1971 | Джо Апокалипсис                        | Un uomo chiamato Apocalisse Joe           | Актёр (Джо Клиффорд)          |
| 1971 | Ночью Эвелин вышла из могилы           | La notte che Evelyn uscì dalla tomba      | Актёр (Лорд Алан Каннингем)   |
| 1972 | Слишком много золота для одного гринго | La caza del oro                           | Актёр (Трэш)                  |
| 1972 | Преступления чёрного кота              | Sette scialli di seta gialla              | Актёр (Питер Оливер)          |
| 1972 | Смерть на Гаити                        | Al tropico del cancro                     | Актёр (доктор Уильямс)        |
| 1974 | Убийцы — наши гости                    | Gli assassini sono nostri ospiti          | Актёр (доктор Гвидо Малерва)  |
| 1974 | Убийца с тысячью глаз                  | Los mil ojos del asesino                  | Сценарист, актёр              |
| 1975 | Зловещий глаз                          | Malocchio                                 | Актёр                         |
| 1975 | Дневник эротичной убийцы               | La encadenada                             | Актёр (Ричард)                |
| 1976 | Второе лицо Рима — насилие             | Roma l’altra faccia della violenza        | Актёр (доктор Алесси)         |
| 1979 | Мотель для игр                         | Play Motel                                | Актёр (инспектор Де Санктис)  |
| 1979 | Рыбы-убийцы                            | Killer Fish                               | Актёр (Макс)                  |
| 1980 | Побег из ада                           | Orinoco: Prigioniere del sesso            | Актёр (Хуан Ларедо)           |
| 1989 | Любовник                               | Malù e l’amante                           | Актёр                         |